# Ferdinand Bruhin
Ferdinand Bruhin, né le 19 juillet 1908 à Pontevico et mort le 7 mai 1986 à Marseille, est un footballeur suisse. Milieu de terrain, il a joué principalement pour l'US Cremonese et l'Olympique de Marseille.

## Palmarès
- Vainqueur de la Coupe de France de football 1934-1935 et 1937-1938 avec l'Olympique de Marseille.
- Vainqueur du Championnat de France de football D1 1936-1937 avec l'Olympique de Marseille.